# Полифем
 Тази статия е за митологичния герой.  За животното вижте Полифем (животно).  
Полифем (от гръцки: Πολύφημος – „този, който говори много“) в древногръцката митология е най-известният от циклопите, син на Посейдон и нимфата Туза.  
Исполин с едно око по средата на челото си, който обитавал със стадото си от овце планинска пещера. Влюбил се в красивата нереида Галатея и от ревност убил нейния любим - Ацис/Акид. Според Омир, Полифем затворил в пещерата, в която живеел със стадото си, Одисей и неговите спътници, от които нагълтал шестима. След като Одисей го напил с вино, той и спътниците му ослепили циклопа с железен прът и избягали от пещерата, като се завързали под коремите на овцете и по този начин Полифем не успял да ги открие. Въпреки слепотата си, той едва не потопил кораба на Одисей, като метнал по него отломена от планината скала.

- Един от аргонавтите, съпруг на сестрата на Херкулес, също се казва Полифем. Участва в похода на аргонавтите и заедно с Херкулес търси отвлечения от нимфите и изоставен от аргонавтите Хилас. Загива в Мала Азия в битката с халибите.